# La Buena Vida
La Buena Vida va ser un grup de música pop de Sant Sebastià. Els seus inicis van ser el 1988 fins a l'any 2009 que plegaren. Van gravar set àlbums i catorze epés, mantenint la seva música en una línia de soft rock sovint denominada So Donosti amb lletres líriques i enginyoses.

## Biografia
La seva carrera es pot dividir en dues etapes diferenciades encara que coherents. En la primera d'elles, es poden apreciar moltes similituds en so i actitud amb els grups englobats en l'etiqueta Twee Pop, especialment amb els quals gravaven en el segell independent Sarah Records i amb els seus paisans Aventuras de Kirlian. També recullen influències del pop de grups de finals dels anys 1960 tals com Love, Beatles, Beach Boys, Velvet Underground, Honeybus i Calat Doble, encara que amb tocs propers a la bossa nova i el soul. Així mateix, han reconegut la influència de la chanson francesa (Serge Gainsbourg o Françoise Hardy). Les seves lletres en aquesta primera etapa reflecteixen les vivències quotidianes, els sentiments i les inquietuds de nois normals de la seva edat (rondaven els divuit anys) utilitzant un to malenconiós i evocador, i sempre amb una enorme naturalitat que els allunyava d'artificis i posis.
La seva segona etapa començaria a partir del LP Soidemersol (1997), en el qual partint de les seves influències de sempre i conservant la seva pròpia personalitat, comencen a utilitzar exquisits arranjaments orquestrals en les seves cançons. També les seves lletres es fan més madures, reflectint sentiments més complexos i sent en moltes ocasions molt més amargues i menys ingènues que les dels seus inicis.
Per a Hallelujah!, àlbum de 2001 que compta amb portada dissenyada per Javier Aramburu, van acudir a Praga (República Txeca), per dotar a les cançons dels arranjaments d'una orquestra de vint-i-cinc músics. Prèviament havia acudit a l'estudi Elkar, on van comptar amb la producció de Joserra Semperena.

## Formació
- Mikel Aguirre (veu i guitarres)
- Pedro San Martín (baix)
- Javier Sánchez (guitarra)
- Raúl Sebastián (bateria)
- José Luis Lanzagorta (teclats)

Borja Sánchez fundador del grup i guitarrista principal va deixar el grup després del disc "Soidemersol".
Irantzu Valencia (cantant) va marcar el so de La Buena Vida fins a la seva marxa en 2009 per qüestions familiars.
Pedro San Martín (baix) mor en un accident de trànsit el 15 de maig de 2011, quan es desplaçava per veure un concert del seu amic Nacho Vegas.

## Discografia

### Àlbums
- La Buena Vida (Siesta, 1993)
- La Buena Vida (Siesta, 1994) (conegut com Los mejores momentos, títol de la primera cançó de l'àlbum)
- Soidemersol (Siesta, 1997)
- Panorama (Siesta, 1999)
- Hallelujah! (Siesta, 2001)
- Álbum (Sinnamon, 2003)
- Vidania (Sinnamon, 2006)
- Sencillos (Siesta, 2007) (reedició de senzills i recopilació de versions)

### Singles i Eps
- La Buena Vida (Siesta, 1992)
- La Buena Vida (Siesta, 1994)
- Magnesia (Siesta, 1995)
- Pacífico (Siesta, 1997)
- Desde Hoy en Adelante (Siesta, 1997)
- Tormenta en la Mañana (Siesta, 1999)
- Eureka (Siesta, 2000)
- Qué nos va a pasar (Siesta, 2001)
- Harmónica (Siesta, 2002)
- Los planetas (Sinnamon, 2003)
- Desde aquí (Sinnamon, 2003)
- Un actor mejicano (Sinnamon, 2003)
- hh-mm-ss (Sinnamon, 2004)
- La mitad de nuestras vidas (Sinnamon, 2006)
- Viaje por países pequeños (El Volcán, 2009)

## Reconeixements

### Juliol de 2008
«Qué nos va a pasar», el setè tall de Hallelujah!, va ser triat com la millor cançó de l'indie espanyol dels últims 30 anys, en una votació realitzada entre els internautes i oïdors de Radio 3, en un certamen de cançons "indiespensables" engegat per la Unió Fonogràfica Independent i Radio 3, per celebrar el 4 de juliol com a Dia de la Música Independent.
«Qué nos va a pasar » va resultar guanyadora de la votació i, després d'ella, «La Revolució Sexual» de la Casa Azul. «Copenhaguen» de Vetusta Morla va quedar en tercer lloc.

### Gener de 2014
L'editorial Libros de Kirlian publica el llibre “Menta y Agua. Historias de la Buena Vida”, Diversos Autors. És un llibre sobre La Buena Vida sorgit per part dels fans com a homenatge al grup. És una col·lecció de veus explicant la seva relació personal amb la banda al llarg de les seves vides.